# Kinesisk ørkenkat
Kinesisk ørkenkat (latin: Felis bieti), også kendt som den kinesiske bjergkat, er en lille vild kat fra det vestlige Kina. Den er det mindst kendte medlem af slægten Felis, de almindelige katte.  En undersøgelse i 2007 fastslog, at den mere sandsynligt er en underart af Felis silvestris. Hvis det er sandt omdøbes den til Felis silvestris bieti.
Bortset fra farven på dens pels ligner katten en Europæisk vildkat på dens fysiske udseende. Den er 68,5-84 cm lang, plus en 29-40 cm lang hale. Den voksne kats vægt varierer fra 4,5 til 9 kilo. Pelsen er sandfarvet; undersiden er tilnærmelsesvis hvid, mens benene og halen bærer sorte ringe. Derudover har katten blege lodrette streger, der kan være næsten usynlige.
Katten findes i de følgende kinesiske regioner: Tibet, Qinghai, Gansu og Sichuan. Den lever i tynde skove og busklande, og den findes engang imellem i ørkenen. Den kan leve i højder op til 3.000 meter.
Den kinesiske ørkenkat er aktiv om natten, hvor den jager gnavere, pibeharer og fugle. Katten er beskyttet i Kina, men er stadig truet på grund af den organiserede forgiftning af pibeharer, dens  hovedbytte; disse forgiftninger kan enten dræbe katten eller fjerne dens fødegrundlag.
Nogle autoriteter opfatter de to underarter af vildkatten F. s. chutchta og F. s. vellerosa som underarter af den kinesiske ørkenkat.

## References
1. ↑  "The Near Eastern Origin of Cat Domestication". Hentet 7. juli 2007.